# Lily Wangchuk

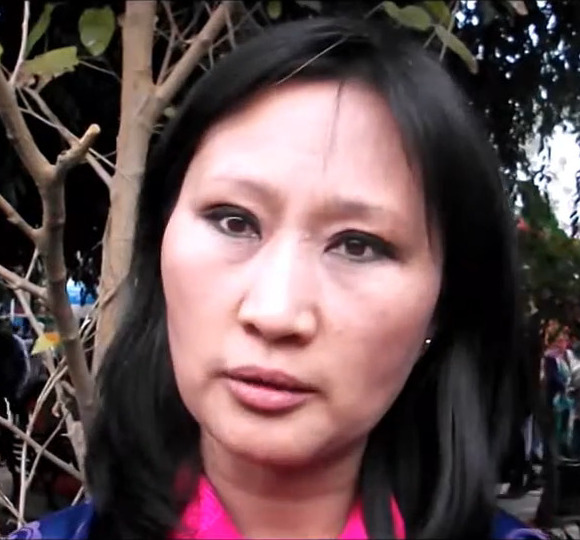
Lily Wangchuk 2014

Lily Wangchuk (bhutanisch ལི་ལི་དབང་ཕྱུག།; geb. 15. Oktober 1972) ist eine bhutanische Politikerin, Diplomatin und Aktivistin. Von 1994 bis 2008 war sie Diplomatin. Im November 2012 wurde sie als erste bhutanische Frau zur Präsidentin einer politischen Partei ernannt.

## Leben

### Jugend und Ausbildung
Wangchuk wurde in eine Adelsfamilie hineingeboren. Ihr Großvater, Rinzin Dorji, diente als letzter Daga Penlop unter dem zweiten König Druk Gyalpo Jigme Wangchuck und dem dritten König Jigme Dorje Wangchuk. Ihr Vater starb, als sie noch sehr jung war, und ihre Mutter verließ die Familie, um Nonne zu werden. Wangchuk erwarb einen Bachelor of Arts in Politikwissenschaft am Miranda College in Indien und später einen Master of Public Policy in Internationaler Diplomatie an der Australian National University und ein Postgraduierten-Diplom (Postgraduate diploma) in Menschenrechten und Völkerrecht an der Indian Academy of International Law and Diplomacy.

## Karriere
Wangchuk begann 1994 als Diplomatin und 2003 wurde sie mit dem Lions Club Award for Outstanding Diplomat für ihre Arbeit an den bilateralen Beziehungen zwischen Bhutan und Indien ausgezeichnet. Nach einer 12-jährigen Karriere als Diplomatin, nahm sie sich eine Auszeit, bereiste Bhutan und besuchte alle 20 Distrikte und die abgelegensten Gebiete des Landes, und beobachtete dabei die sozioökonomischen Herausforderungen der Bevölkerung sowie die Ungleichheiten in der Entwicklung.
Wangchuk war bereits früher Exekutivdirektorin der Bhutan Media Foundation (BMF) gewesen und Leiterin der Frauenorganisation der Volksdemokratische Partei. Kurz nachdem sie die BMF verlassen hatte, um eine Karriere als Politikerin zu verfolgen, wurde bei ihr im Oktober 2011 Gebärmutterkrebs diagnostiziert, den sie innerhalb von sechs Monaten überwand. Im November 2012 wurde Wangchuk als erste Bhutanerin zur Präsidentin einer politischen Partei ernannt, der Druk Chirwang Tshogpa, einer Partei, die erst Anfang 2013 offiziell anerkannt wurde. Sie war Präsidentschaftskandidatin bei den Wahlen 2013, und ist abgeordnete für North Thimphu. Wangchuk nennt Aung San Suu Kyi als eine Inspiration für ihre Führungsarbeit.
Sie kandidierte 2018 für die Partei Druk Phuensum Tshogpa (DPT) für die Gyelyong Tshogdu (Nationalversammlung) im Wahlkreis North Thimphu allerdings ohne Erfolg. Sie kam auf den zweiten Platz mit 2.102 Stimmen. Dechen Wangmo errang den Sitz.